# Карязіна Надія Михайлівна
Надія Михайлівна Карязіна (рос. Надежда Михайловна Карязина; 16 вересня 1986, Москва, СРСР) — російська оперна співачка (меццо-сопрано).

## Біографія
Надія Михайлівна Карязіна народилася 16 вересня 1986 року у Москві. У 2008 році закінчила Російський інститут театрального мистецтва (факультет музичного театру). 

## Нагороди
- V премія Міжнародного конкурсу вокалістів «Нові голоси» (Гютерсло, 2011)
- «Опералія», 3-тя премія (2012)